# José Quintana Viar
José Quintana Viar (Torrelavega; 13 de abril de 1953) es un político español, diputado de PSOE en la Asamblea de Madrid. Fue alcalde de Fuenlabrada.

## Trayectoria política
Es diplomado en Comercio. Fue fundador de la Agrupación Socialista de Fuenlabrada, siendo elegido concejal en 1979 y alcalde entre 1983 hasta octubre de 2002, siendo en 1999 el alcalde más votado de España. Fue elegido diputado en el Congreso en abril de 2000 en las listas del PSOE, desempeñando cargos de vocal de la Comisión de Infraestructuras y de Cooperación Internacional y Control Parlamentario de RTVE. Fue además el primer diputado nacional en abrir una Oficina Parlamentaria en el Sur de Madrid. Renunció al escaño en 2003 al concurrir a la Asamblea de Madrid, revalidando su escaño en los comicios de 2007 y 2011 desempeñado los cargos de portavoz en la Comisión de Infraestructuras y Transporte hasta 2007, desde esa fecha portavoz de Medio Ambiente hasta septiembre de 2008. Ha sido senador designado entre marzo de 2008 hasta junio de 2011.
Además fue presidente de la Federación Madrileña de Municipios entre 1991 y 1999. 
Está casado y tiene dos hijos. Fue presidente del Club Baloncesto Fuenlabrada entre 2006 y 2023. Su hermano es el entrenador de baloncesto Óscar Quintana.

## Cargos desempeñados
- Concejal del Ayuntamiento de Fuenlabrada
- Alcalde de Fuenlabrada (1983-2002).
- Diputado por Madrid en el Congreso de los Diputados (2000-2003).
- Diputado en la Asamblea de Madrid (Desde 2003).
- Senador designado por la Asamblea de Madrid (2007-2011).
- Senador designado por la Asamblea de Madrid (desde 2013).